# Jules Pichon
Jules-Eugène Pichon, Pseudonym: Jules Chopin, (* 7. März 1880 in Châtellerault; † 1939) war ein französischer Sprachlehrer, Schriftsteller und Journalist.

## Leben
Pichon veröffentlichte 1900 unter dem Pseudonym Jules Chopin, das er auch später gelegentlich verwendete, die Gedichtsammlung L´Aube grise. 1901 übersiedelte er nach Prag, wurde Dozent an der dortigen Berlitz-Schule und gründete später seine eigene Sprachschule (École moderne). Er verfasste drei Bücher zum Erlernen der französischen Sprache sowie gemeinsam mit Max Henry Ferrars zwei englische Sprachlehrbücher. Weitere Werke entstanden später auch für Spanisch und Italienisch.
Seit 1908 war Pichon als Lektor für Französisch an der Karls-Universität angestellt. 1910 wurde er Direktor der praktischen Abteilung des romanischen Seminars. Im gleichen Jahr gab er gemeinsam mit Franz Sättler das deutsche Sprachlehrbuch Deutsches Lese- und Redebuch heraus, das mehrere Auflagen erlebte. 1913 folgte die Fortführung Deutsches Leben. Nach ausgewählten Lesestücken. Die meisten seiner Bücher erschienen im Verlag von J. Bielefeld in Freiburg im Breisgau.
Während des Ersten Weltkriegs hielt sich Pichon in Frankreich auf. Nach Kriegsende kehrte er nach Prag zurück. Er befasste sich eingehend mit der tschechischen Sprache und Kultur und veröffentlichte zahlreiche Arbeiten über tschechische Autoren des 19. Jahrhunderts. Daneben war er von 1921 bis 1926 Herausgeber der zweimal wöchentlich erscheinenden Gazette de Prague.
1927 beendete er seine Tätigkeit für die Universität Prag. Seine letzten Lebensjahre verbrachte er in Paris.

## Werke
- L´Aube grise (unter dem Pseudonym Jules Chopin)
- Practical Lessons in English. A direct method of teaching modern languages (mit Max Henry Ferrars, 4. Aufl., Ettlingen: Bielefeld, 1933)
- English Life and Literature with extracts from suitable authors
- Deutsches Leben. Nach ausgewählten Lesestücken (mit Franz Sättler, Freiburg i. Br.: Bielefeld, 1910)
- Deutsches Lese- u. Redebuch. Direkte Methode zur Erlernung der lebenden Sprachen (mit Franz Sättler, Freiburg u. Br.: Bielefeld, 1913; 6. Aufl. 1942)
- Premières Leçons de vocabulaire et d'élocution  (Freiburg i. Br.: J. Bielefeld, 1911)
- Leçons pratiques de vocabulaire, de syntaxe et de lecture littéraire (1911)
- Practical Lessons in English (mit T. R. Nunes, Freiburg i. Br.: Bielefeld, 1911)
- Metodo diretto par l'insegnamento delle lingue moderne. Lezioni pratiche per lo studio della lingua italiana (mit Giuseppe Moccia, Freiburg i. Br.: Bielefeld, 1913)
- Le Complot de Sarajevo. (28 Juin 1914). Etude sur les Origines de la guerre (Paris: Edition Bossard, 1918)
- English Life and literature : With extracts from suitable authors (als Jules Chopin, mit Max Henry Ferrars, Freiburg i. Br.: J. Bielefeld, 1919)
- L'Unité de la politique italienne (als Jules Chopin, Paris: Bossard, 1919)
- Lecciones prácticas de lengua española (Freiburg i. Br.: Bielefeld, 1922)
- Manuel pratique des verbes français. Emploi des modes et des temps (Freiburg i. B.: Bielefeld, 1923)
- Veillees de Boheme. Florilige des grands conteurs tscheques. Jan Neruda-Jaroslav Vrchlicky-Jakub Arbes-Alois Jirasek-J. S. Machar-Ruzena Svobodova (als Jules Chopin, Paris: Bossard, 1927)
- De l'Elbe aux Balkans (als Jules Chopin, Paris: Baudinière, 1929) (Online)